# Otto Rose
Otto Wilhelm Rose (* 17. Mai 1882 in Klein-Poley; † 18. Januar 1952 in Hamburg) war ein deutscher Journalist und Politiker.

## Leben
Rose ging auf das Gymnasium in Dessau und studierte Rechtswissenschaften und Kameralistik in Leipzig, Gießen und Halle. Während seines Studiums wurde er 1902 Mitglied der Burschenschaft Suevia Leipzig, 1903/04 der Burschenschaft Arminia Gießen und 1904/05 der Burschenschaft Suevia Halle (ab 1913 Corps Suevo-Cimbria, ab 1935 Corps Normannia-Halle). Zu Studienzeiten hatte er engere Kontakte zu Gustav Stresemann, der ihm die Parteipolitik näherbrachte.
Rose wurde Chefredakteur der Zeitschriften Der Materialist und Der Manufaktorist. 1911 wurde er hauptamtlicher Mitarbeiter der Nationalliberalen Partei, deren Generalsekretär in Bad Oeynhausen und Hannover er 1913, und in Hamburg 1916 wurde. 1918 war er an der Gründung der Deutschen Volkspartei (DVP) im Deutschen Reich und in Hamburg beteiligt. 1919 wurde Rose Generalsekretär der DVP in Hamburg, Bremen, Stade, Mecklenburg-Schwerin, Mecklenburg-Strelitz und Lübeck sowie Vorsitzender der DVP in Hamburg. Für die DVP war er von 1919 bis 1933 Mitglied der Hamburger Bürgerschaft. 1929 beendete er seine Tätigkeit als Generalsekretär der DVP und arbeitete als freier Schriftsteller. Zum 1. Mai 1933 trat er in die NSDAP ein (Mitgliedsnummer 2.999.645) und wurde Regierungsrat. Er war als persönlicher Berater des Zweiten Bürgermeisters in der Senatskanzlei Hamburg tätig. 1941 ging er aus gesundheitlichen Gründen in den Ruhestand und war als Redakteur der Werkzeitung Berghütte der Berg- und Hüttenwerksgesellschaft in Teschen tätig.
Nach dem Ende des Zweiten Weltkrieges 1945 kehrte er nach Hamburg zurück und arbeitete als Wirtschaftsjournalist für norddeutsche Wirtschaftsunternehmen.